# Itapicuru
Itapicuru este un oraș în statul Bahia (BA) din Brazilia.
1. ↑  , Wikipedia în esperanto https://commons.wikimedia.org/wiki/File:Bras%C3%A3o_de_Itapicuru.png Lipsește sau este vid: |title= (ajutor)